# Clare Wheeler
Clare May Wheeler (* 14. Januar 1998 in Coffs Harbour) ist eine australische Fußballspielerin.

## Karriere

### Vereine
Im Jahr 2013 schloss sie sich im Alter von 15 Jahren den Newcastle Jets an und machte in der Saison 2013/14 insgesamt sechs Einsätze für die Mannschaft. Nach vielen Jahren hier, verließ sie zur Saison 2020/21 dann schließlich die Jets und schloss sich dem Sydney FC an.
Nach dem Ende der Saison hier verließ sie erstmals den Kontinent und schloss sich in Dänemark Fortuna Hjørring an. Dort wurde sie auch sofort zur Stammspielerin und verbrachte eine erfolgreiche Zeit bei dem Klub. Zur Saison 2022/23 wurde sie dann aber nach England verliehen, wo sie nun für den FC Everton auflief. Nach einer erfolgreichen Halbserie wurde sie schlussendlich im Januar 2023 vom Klub aus Liverpool fest verpflichtet.

### Nationalmannschaft
Im Jahr 2015 nahm sie mit der australischen U20 unter anderem an der U-19-Asienmeisterschaft teil.
Ihr Debüt für die australische Nationalmannschaft hatte sie dann im September 2021 bei einem Spiel gegen Irland. Im nächsten Jahr war sie dann auch Teil des Kaders der Mannschaft bei der Asienmeisterschaft 2022, welche es bis ins Viertelfinale schaffte. In der zweiten Jahreshälfte folgten dann noch einige weitere Freundschaftsspieleinsätze.
Am 3. Juli 2023 wurde sie für die WM-Endrunde in ihrer Heimat nominiert, kam jedoch nicht zum Einsatz und wurde nach einer 0:2-Niederlage ihrer Mannschaft gegen die Schwedinnen im Spiel um Platz 3 Vierte.